# Muciano María Wiaux
Muciano María (en francés: Mutien-Marie; nacido Louis-Joseph Wiaux; Mellet, 20 de marzo de 1841 - Malonne, 30 de enero de 1917), fue un miembro belga de los Hermanos de las Escuelas Cristianas, reconocido como santo por la Iglesia católica.

## Su vida
Nacido como Louis-Joseph Wiaux, fue el tercero de seis hijos de una familia católica de la Bélgica francoparlante.
Nace en Mellet, una pequeña población de Bélgica. Su padre, Juan Wiaux, era el herrero del pueblo. Su madre, Elisabeth Badot atendía una tienda y una hospedería además de la educación y el cuidado de sus hijos que en total fueron seis. Luis José nació el 20 de marzo de 1841. De niño frecuentó la escuela del maestro Carlos Dandois. Luis José terminó la escuela a los once años y empezó a ayudar a su padre en la herrería. A los 15 años pidió ingresar con los Hermanos de las Escuelas Cristianas que recientemente habían llegado a la vecina población de Gosselies, y sus padres lo llevan al Noviciado de la ciudad de Namur. 
El martes de Pascua de 1856 ingresó como postulante en el noviciado de los Hermanos de la Salle. El 2 de julio de 1856 recibió el hábito, e hizo sus primeros votos el 14 de septiembre de 1859, dedicándose mientras tanto a ser campanero.. 
Pidió a la Comunidad ser admitido, pero fue rechazado por no dar la medida que ahí exigía el director. El hermano Maixentis, buscó la manera de ayudar al joven. Pidió que el Muciano María pasara a su división y él se encargaría de prepararlo. En 1869, el 26 de septiembre hace su profesión perpetua.
Después de breves experiencias apostólicas como profesor en Chimay y Bruselas, fue trasladado a Malonne al colegio de San Bertuino. 
Con la ayuda del hermano Maixentis, quien le dio clases de dibujo y música, se capacitó para desempeñar diversos oficios que le asignaron durante cincuenta y siete años que permaneció en aquel centro educativo. 
Tenía una gran devoción a la Virgen María, con frecuencia se le veía arrodillado junto a su imagen que estaba en el jardín. A una de sus sobrinas escribió lo siguiente: “Viendo el papel que María asume en el gran negocio de nuestra salvación, no cesaré nunca de aconsejarte que acudas frecuentemente a la intercesión de esta divina Madre. Puedes estar segura de que ella se tomará la amorosa obligación de condescender a tus oraciones”.

Murió el 11 de mayo de 1926 y sus restos fueron transferidos al pie de la torre de la iglesia.
Desde 1980, sus reliquias reposan en una tumba de mármol blanco, en una capilla nueva, acompañado de un museo.
Beatificado en octubre de 1977 por el Papa Pablo VI. Canonizado el 10 de diciembre de 1989 por el Papa Juan Pablo II.

## Cita
Del Hermano Muciano María:

« Pedí a la Buena Madre concederme su presencia y de acompañarme en todo lugar y para siempre, de manera que me siento siempre a su lado, Ella me ha concedido esta gracia »

## Fuente
- Osservatore Romano : 1989 n.51
- Documentation Catholique : 1977 p.954 - 1990 p.59-60
- La Salle León
- Catholic.net

- Datos: Q526436
- Multimedia: Mutien-Marie Wiaux / Q526436